# مدرسة بودابست (لوكاش)
مدرسة بودابست  (بالمجرية: Budapesti iskola)‏، (بالألمانية: Budapester Schule)‏ كانت مدرسة فكرية، في الأصل من مدارس الماركسية الإنسانية، ولكن لاحقا انتمت إلى ما بعد الماركسية والليبرالية المنشقة، ظهرت في المجر في 1960ات المبكرة، منتمية إلى ما سمي اليسار الجديد الهنغاري. أعضائها كانوا من طلاب أو زملاء من جورج لوكاش. كان توجه المدرسة في البداية نحو تطوير أعمال لوكاش الأخيرة حول علم الأنطولوجيا الاجتماعية وعلم الجمال، ولكن سرعان ما بدأت في تحدي النموذج الماركسية اللوكاشي، وبالتالي إعادة بناء النظرية النقدية المعاصرة. تخلى معظم الأعضاء عن الماركسية فيما بعد. كما انتقدت المدرسة «الدكتاتورية على الاحتياجات» في الدول السوفياتية. وقد أجبرت الحكومة الهنغارية الموالية للسوفييت معظم أعضائها على الخروج إلى المنفى.
في رسالة إلى ملحق تايمز الأدبي في 15 فبراير 1971، وجه جورج لوكاس الانتباه إلى «مدرسة بودابست للماركسية»، وساعد على جذب الانتباه إلى المدرسة من مدارس الماركسية الغربية.
من بين أعضاء المدرسة أغنيس هيلر، فيرينك فيهير، جيورجي ماركوس، ميهالي فاجدا، إستفان ميزاروس وآخرون. وقد قُرئت كتابات مدرسة بودابست ودُرِسَت على نطاق واسع منذ 1960ات.

## الخلفية التاريخية
كانت الثورة المجرية عام 1956 واحدة من أهم الأحداث السياسية في حياة أغنيس هيلر، حيث رأت في هذا الوقت تأثير الحريات الأكاديمية للنظرية النقدية الماركسية وخطورتها بالنسبة للهيكل السياسي والاجتماعي برمته في المجر. وأكدت الانتفاضة أفكار هيلر أن قصد ماركس الحقيقي كان أن يتمتع الشعب بالاستقلال السياسي واتخاذ القرارات المشترك حول الحياة الاجتماعية.
لوكاش وهيلر وغيرهم من المنظرين النقديين الماركسيين خرجوا من الثورة معتقدين أن الماركسية والاشتراكية تحتاج إلى أن تطبق على مختلف الدول بطرق فردية، ومشككين بشكل فعال في دور الاتحاد السوفيتي في مستقبل المجر. وضعت هذه الأفكار هيلر على مسار تصادم أيديولوجي مع الحكومة الجديدة التي تدعمها موسكو برئاسة يانوش كادار: طردت هيلر مرة أخرى من الحزب الشيوعي وفصلت من الجامعة في عام 1958 لرفضها اتهام لوكاش بالتعاون مع الثورة. لم تتمكن من استئناف أبحاثها حتى عام 1963، عندما دعيت للانضمام إلى معهد علم الاجتماع في الأكاديمية الهنغارية كباحثة (تورمي 4-18) (غروملي 5-15). 
من عام 1963 يمكن رؤية ظهور ما سيسمى لاحقا "مدرسة بودابست"، وهو منتدى فلسفي أسسه لوكاش لتعزيز تجديد النقد الماركسي في مواجهة الاشتراكية القائمة بالفعل ونظرياتها. وشارك معه في مدرسة بودابست بالإضافة إلى هيلر وزوجها الثاني فيرينك فيهر، جيورجي ماركوس، ميهالي فاجدا، وبعض الباحثين الآخرين الذين لديهم روابط أكثر مرونة بالمدرسة (مثل أندراس هيجدوس، واستفان أورسي، ويانوس كيس، وجيورجي بينس). وشددت المدرسة على فكرة النهضة الماركسية، التي وصفها باحث الفلسفة الراديكالية سيمون تورمي بأنها "ازدهار القدرات الحرجة والمعارضة التي يعتقدون أنها تكمن داخل الماركسية، ولا سيما داخل كتابات ماركس المبكرة... ماركسية الفرد "الغني في احتياجاته، (ماركسية) التضامن والحكم الذاتي... كانوا يأملون في تعجيل أزمة في تلك الأنظمة التي كان لها الوقاحة بأن تعتبر نفسها "اشتراكية"'."
أعمال هيلر من تلك الفترة، تركز على موضوعات مثل معنى ماركس بالنسبة لطابع المجتمعات الحديثة؛ نظرية التحرير عند تطبيقها على الفرد؛ تغيير المجتمع والحكومة من «القاعدة إلى القمة»، وإحداث التغيير على مستوى القيم والمعتقدات وعادات «الحياة اليومية». منذ عام 1990، أصبحت هيلر أكثر اهتماما في قضايا الجماليات في مفهوم الجميل (1998)، والوقت هو خارج المشتركة (2002)، والكوميدية الخالد (2005).
أجرت مدرسة بودابست بحوثا حول الاقتصاد السياسي لكل من الاتحاد السوفياتي والرأسمالية الغربية. قبلت المدرسة العديد من الانتقادات للتخطيط السوفياتي وعدم الكفاءة التي وجهها الاقتصاد الكلاسيكي الجديد، وكذلك العلاقة بين الأسواق والحرية. تم إدانة النظام السوفيتي كدكتاتورية على الاحتياجات. كما قامت المدرسة بتحليل الاقتصادات المختلطة للرأسمالية الحديثة. تم إغفال معظم الاقتصاد الماركسي التقليدي. السويد والنموذج الشمالى كان نموذجا للاقتصاد المختلط ولإدارة الرأسمالية. دعت المدرسة إلى الديمقراطية الراديكالية كحل للسمات الاستبدادية وغير الديمقراطية للاقتصاد المختلط.

## أعضاء بارزون

### أغنيس هيلر
ولدت هيلر في عام 1929. ومن المعروف أنها أبرز فيلسوفة وعالم جمال من مدرسة بودابست، وإحدى أشهر المنظرين النقديين الماركسيين الجدد الشرق أوروبيين. وقد نشرت أكثر من أربعين كتابا حول النظرية الاجتماعية، ونظرية التاريخ، وفلسفة الأخلاق والفلسفة الأخلاقية والسياسية. منذ 1990، كانت تولي المزيد من الاهتمام لقضايا الجماليات.

### فيرينك فيهير
كتب فيهير كتاب هام يدعى الشاعر المتناقض في أوائل 1970ات متأثرا بنظرية جورج لوكاش في نظرية الرواية، ونشر في وقت لاحق بعض الكتابات حول علم الجمال والفلسفة السياسية بالاشتراك مع أغنيس هيلر في أستراليا والولايات المتحدة. توفي في عام 1994.

### جيورجي ماركوس
غادر ماركوس المجر إلى أستراليا في أواخر السبعينات، تماما مثل أغنيس هيلر وفيرينك فيهر.

### ميهالي فاجدا
ميهالي أندراس فاجدا هو فيلسوف مجري حائز على جائزة سيشني، أستاذ في الأكاديمية المجرية للعلوم. أعماله في المقام الأول تبحث في علم الظواهر في الفلسفة الألمانية في القرن العشرين وفي نظرية المجتمعات الشمولية. بين عامي 1996 و 2000 عمل في معهد جامعة كوسوث لايوس للفلسفة، 2005-2009، أدار معهد البحوث الفلسفية.

### إستفان ميزاروس
استفان ميزاروس هو فيلسوف ماركسي مجري، وأستاذ فخري في جامعة ساسكس. شغل منصب رئيس الفلسفة في ساسكس لمدة خمسة عشر عاما، وكان في وقت سابق أستاذ في الفلسفة والعلوم الاجتماعية لمدة أربع سنوات في جامعة يورك.
غادر موطنه المجر في عام 1956 بعد الغزو السوفياتي وعمل لفترة من الوقت في تورينو، إيطاليا قبل أن يستقر في المملكة المتحدة.
1. ↑  "György Bence". Wikipedia (بالإنجليزية). 14 May 2022.
2. ↑  "János Kis". Wikipedia (بالإنجليزية). 12 Jan 2023.
3. ↑  "Corvinus University of Budapest ماجستير في اقتصاديات سياسة الأسرة والسياسات العامة للتنمية البشرية". https://www.best-mastersdegree.com. اطلع عليه بتاريخ 2023-08-19. {{استشهاد ويب}}: روابط خارجية في |موقع= (مساعدة)
4. ↑  Nawal.Alali. "رحيل أغنيس هيلر.. أن تستمر الثورة دون عنف". https://www.alaraby.co.uk/. اطلع عليه بتاريخ 2023-08-19. {{استشهاد ويب}}: روابط خارجية في |موقع= (مساعدة)
5. ↑  "Markus, György - Persée". www.persee.fr. اطلع عليه بتاريخ 2023-08-19.